# Gobiodon atrangulatus
Gobiodon atrangulatus là một loài cá biển thuộc chi Gobiodon trong họ Cá bống trắng. Loài này được mô tả lần đầu tiên vào năm 1903.

## Từ nguyên
Tính từ định danh atrangulatus được ghép bởi hai âm tiết trong tiếng Latinh: atra (biến tố của āter,“đen”) và angulatus (“có góc”), hàm ý đề cập đến đốm đen nhỏ ở góc trên nắp mang của loài cá này.

## Phân bố và môi trường sống
G. atrangulatus hiện chỉ được ghi nhận tại quần đảo Ogasawara và quần đảo Ryukyu, cùng Fiji. G. atrangulatus sống trên các cụm san hô Acropora.

## Mô tả
Chiều dài lớn nhất được ghi nhận ở G. atrangulatus là 3,5 cm.